# (352) Gisela
(352) Gisela ist ein Asteroid des inneren Hauptgürtels, der am 12. Januar 1893 vom deutschen Astronomen Max Wolf an seiner Privatsternwarte in Heidelberg entdeckt wurde.
Der Asteroid ist benannt zu Ehren von Beate Gisela Hedwig Merx (1875–1965), Tochter von Adalbert Merx, die der Entdecker 1897 heiratete.
Aufgrund ihrer Bahneigenschaften wird (352) Gisela zur Flora-Familie gezählt.

## Wissenschaftliche Auswertung
Aus Ergebnissen der IRAS Minor Planet Survey (IMPS) wurden 1992 Angaben zu Durchmesser und Albedo für zahlreiche Asteroiden abgeleitet, darunter auch (352) Gisela, für die damals Werte von 20,3 km bzw. 0,43 erhalten wurden. Eine Auswertung von Beobachtungen durch das Projekt NEOWISE im nahen Infrarot führte 2011 zu vorläufigen Werten für den Durchmesser und die Albedo im sichtbaren Bereich von 26,7 km bzw. 0,19. Nach der Reaktivierung von NEOWISE im Jahr 2013 und Registrierung neuer Daten wurden die Werte 2016 angegeben mit 22,5 km bzw. 0,33, diese Angaben beinhalten aber hohe Unsicherheiten.
Eine spektroskopische Untersuchung von 820 Asteroiden zwischen November 1996 und September 2001 am La-Silla-Observatorium in Chile ergab für (352) Gisela eine taxonomische Klassifizierung als S- bzw. Sl-Typ.
Photometrische Messungen des Asteroiden fanden erstmals statt am 24. November 1973 am Observatorium Kvistaberg in Schweden. Aus den registrierten Daten nur einer Nacht wurde eine Rotationsperiode von 6,7 h abgeleitet. Dagegen wurde aus Beobachtungen am 30. und 31. August 1992 am Osservatorio Astrofisico di Catania in Italien aus einer sehr lückenhaften Lichtkurve eine Rotationsperiode von 5,560 h konstruiert.
Neue Beobachtungen erfolgten vom 16. bis 18. Dezember 1999 am Highland Road Park Observatory in Louisiana. Die aufgezeichnete vollständige Lichtkurve wurde hier jedoch zu einer verbesserten Rotationsperiode von 7,49 h ausgewertet. Umfangreiche Messungen wurden vom März 2004 bis März 2010 an mehreren Orten durchgeführt, wie dem Nationalen Astronomischen Observatorium Roschen in Bulgarien, den Observatorien Borówiec und Kielce in Polen sowie den Observatorien Les Engarouines und Pic du Midi in Frankreich. Die während insgesamt 19 Nächten registrierten Lichtkurven wurden zu einer Periode von 7,4796 h ausgewertet.
Aus den archivierten photometrischen Daten des United States Naval Observatory (USNO) in Arizona und der Catalina Sky Survey wurde in einer Untersuchung von 2013 erstmals ein dreidimensionales Gestaltmodell des Asteroiden für zwei alternative Rotationsachsen mit retrograder Rotation und einer Periode von 7,48008 h berechnet. Aus archivierten Daten des Asteroid Terrestrial-impact Last Alert System (ATLAS) aus dem Zeitraum 2015 bis 2018 bestätigte eine Untersuchung von 2020 erneut die Rotationsperiode mit 7,480 h, darüber hinaus konnte eine taxonomische Zuordnung mit einer Wahrscheinlichkeit von 10 % für einen C-Typ und von 90 % für einen S-Typ angegeben werden.
Zwischen 2012 und 2018 wurden mit der All-Sky Automated Survey for Supernovae (ASAS-SN) auch photometrische Daten von 20.000 Asteroiden aufgezeichnet. Auf mehr als 5000 davon konnte erfolgreich die Methode der konvexen Inversion angewendet werden, darunter auch (352) Gisela, für die in einer Untersuchung von 2021 ein verbessertes dreidimensionales Gestaltmodell für eine Rotationsachse mit retrograder Rotation und einer Periode von 7,4801 h berechnet wurde. Aus archivierten Daten des Asteroid Terrestrial-impact Last Alert System (ATLAS) aus dem Zeitraum 2015 bis 2018 konnte in einer Untersuchung von 2022 mit der Methode der konvexen Inversion eine Rotationsperiode von 7,4802 h bestimmt werden.